# Radiomucite
La radiomucite est la complication la plus importante de la phase active de la radiothérapie. Elle peut être parfois suffisamment grave pour nécessiter l'arrêt temporaire du traitement. 
Elle est la conséquence directe de l'effet de la radiation sur la muqueuse buccale.
La radiomucite apparaît habituellement vers le début de la deuxième semaine du traitement et se manifeste sous forme d'un érythème généralisé des muqueuses. 
Elle peut s'aggraver vers la troisième ou quatrième semaine par la présence de pseudo-membranes et d'ulcérations qui peuvent être confondues avec une surinfection à Candida albicans. La mastication et la déglutition peuvent être considérablement affectées, rendant l'alimentation très difficile.